# Velociraptor!
Velociraptor! è il quarto album in studio del gruppo musicale britannico Kasabian, pubblicato il 16 settembre 2011.

## Promozione
La copertina dell'album mostra i volti dei membri della band Tom Meighan, Chris Edwards, Sergio Pizzorno e Ian Matthews disegnati dal video di Switchblade Smiles ed è stata creata dal designer inglese Aitor Throup, che ha anche diretto il video della canzone.
Il 7 giugno è stato pubblicato un video musicale per Switchblade Smiles, scaricabile gratuitamente da coloro che hanno prenotato l'album e pubblicato come singolo promozionale su iTunes.
Il primo singolo estratto è Days Are Forgotten, uscito il 9 settembre in Inghilterra, seguito da Re-Wired, pubblicato il 20 ottobre. Nel 2012 sono stati poi estratti come singoli anche Goodbye Kiss (20 febbraio) e Man of Simple Pleasures (7 maggio). Particolare interessante è la scelta delle cover di ogni singolo: a partire da Days Are Forgotten infatti ogni singolo è stato rappresentato da una piuma nera, di forme diverse e di dimensioni sempre maggiori. Queste piume sono state poi realizzate in piccole spille di metallo disponibili nel box Limited Edition dell'album pubblicato nel gennaio 2012.
Anche se non è stato estratto come singolo, anche per il brano Neon Noon (ultimo brano del disco, definito da Sergio Pizzorno come "il modo perfetto per chiudere l'album") è stato realizzato un video musicale, girato da Pizzorno stesso a casa sua con l'uso del suo cellulare e di quattro specchi. Pizzorno ha affermato che il video è stato ispirato dalle luci "psichedeliche" della lampada da notte di suo figlio.

## Stile musicale
L'album si presenta come un insieme di influenze britpop, indie ed elettroniche unite in una maniera estremamente personale. Molti brani sono caratterizzati da riff di chitarra tipicamente rock e sonorità neopsichedeliche, anche se sono presenti canzoni più orecchiabili e rilassanti come Man of Simple Pleasure e Goodbye Kiss.
Come detto da Sergio Pizzorno, mente principale della band e autore dei brani, la scrittura dell'album è stata fortemente influenzata dai Nirvana e dai Pink Floyd.

## Successo commerciale
Velociraptor! ha debuttato, come i precedenti album dei Kasabian, alla posizione numero uno della Official Albums Chart, vendendo oltre 90 000 copie nella sua prima settimana di uscita solo nel Regno Unito, per poi raggiungere le 279 000 copie a fine anno, risultando il settimo album rock più venduto del 2011 nel paese. Nel 2013 l'album è stato certificato disco di platino per aver venduto oltre 300 000 copie nel Regno Unito. Durante la sua prima settimana di pubblicazione, ha venduto oltre 123 000 copie in tutto il mondo, risultando il quarto album più venduto a livello internazionale quella settimana.
In Italia il disco ha piazzato discrete vendite nel corso del 2012, dopo la pubblicazione del singolo Goodbye Kiss, ottenendo come il brano il disco d'oro per le oltre 30 000 copie vendute. A fine anno Goodbye Kiss è stato certificato disco di platino in Italia, e Velociraptor! è risultato il 66º album più venduto nella penisola. È stato certificato disco d'oro anche in Polonia, dopo aver venduto oltre 10 000 copie.

## Tracce
Testi e musiche di Sergio Pizzorno.

### Edizione standard
1. Let's Roll Just Like We Used To – 4:47
2. Days Are Forgotten – 5:03
3. Goodbye Kiss – 4:04
4. La Fée Verte – 5:47
5. Velociraptor! – 2:51
6. Acid Turkish Bath (Shelter from the Storm) – 6:01
7. I Hear Voices – 3:58
8. Re-Wired – 4:44
9. Man of Simple Pleasures – 3:51
10. Switchblade Smiles – 4:13
11. Neon Noon – 5:20

### Edizione giapponese
Tracce bonus
1. Pistols at Dawn – 5:18
2. Julie & the Mothman – 5:38
3. Black Whistler – 3:39

Tracce bonus nella Special Limited Edition
1. Velociraptor! (Live in Leicester)
2. Re-Wired (Live in Leicester)
3. Switchblade Smiles (Live in Leicester)

DVD bonus nella Special Limited Edition
1. Let's Roll Just Like We Used To (Documentary)
2. Vevo Presents: Kasabian - Live in Leicester
3. The Story of Velociraptor!
4. Days Are Forgotten (VEVO Presents: Live in Leicester)
5. Re-Wired (VEVO Presents: Live in Leicester)
6. Underdog (VEVO Presents: Live in Leicester)
7. Fast Fuse (VEVO Presents: Live in Leicester)
8. Vlad the Impaler (VEVO Presents: Live in Leicester)
9. Switchblade Smiles (VEVO Presents: Live in Leicester)
10. Switchblade Smiles (Official Video)
11. Making of Switchblade Smiles
12. Days Are Forgotten (Official Video)
13. Making of Days Are Forgotten
14. Re-Wired (Official Explicit Video)
15. Making of Re-Wired

### Edizione deluxe
Contiene oltre al disco un DVD con il concerto dei Kasabian all'O2 di Dublino.
DVD bonus
- Kasabian: Live at The O2 Dublin

1. Julie & the Mothman - 6:14
2. Underdog - 5:04
3. Where Did All the Love Go? - 4:17
4. Swarfiga - 2:22
5. Shoot the Runner - 4:00
6. Cutt Off - 5:28
7. Processed Beats - 3:47
8. West Ryder Silver Bullet - 6:08
9. Thick as Thieves - 3:21
10. Take Aim - 6:12
11. Empire - 4:22
12. Last Trip (In Flight) - 3:02
13. I.D. - 5:49
14. Ladies and Gentlemen, Roll the Dice - 3:59
15. Fire - 5:00
16. Fast Fuse - 6:15
17. The Doberman - 8:21
18. Club Foot - 5:32
19. Vlad the Impaler - 6:40
20. Stuntman - 5:28
21. L.S.F. - 9:10

### Limited Edition
Pubblicata nel gennaio 2012 in sole 1 000 copie, l'edizione limitata dell'album consiste in un box set contenente:
- CD in un'edizione speciale con la bonus track Pistols at Dawn
- doppio vinile a 10 pollici con un esclusivo artwork della cover
- DVD con vari contenuti speciali come il making off dell'album e la sua descrizione traccia per traccia
- poster con l'artwork dell'album
- libretto rigido con testi, illustrazioni e fotografie inedite
- 4 piume di metallo rappresentanti le copertine dei singoli estratti dall'album

CD
1. Let's Roll Like We Used To - 4:47
2. Days Are Forgotten - 5:03
3. Goodbye Kiss - 4:04
4. La Fée Verte - 5:47
5. Velociraptor! - 2:51
6. Acid Turkish Bath (Shelter from the Storm) - 6:01
7. I Hear Voices - 3:58
8. Re-Wired - 4:44
9. Man of Simple Pleasures - 3:51
10. Switchblade Smiles - 4:13
11. Neon Noon - 5:20
12. Pistols at Dawn - 5:18

DVD
1. Let's Roll Just Like We Used To (Documentary)
2. Vevo Presents: Kasabian - Live in Leicester
3. The Story of Velociraptor!
4. Switchblade Smiles (Official Video)
5. Making of Switchblade Smiles
6. Days Are Forgotten (Official Video)
7. Making of Days Are Forgotten
8. Re-Wired (Official Explicit Video)
9. Making of Re-Wired

### Super Deluxe Edition
La Super Deluxe Edition vede l'aggiunta della traccia bonus Pistols at Dawn e dello stesso DVD pubblicato in Giappone con la Special Limited Edition.

### Man of Simple PleasuresItalian Special EP
Il 30 maggio 2012 è stata pubblicata un'edizione speciale di Velociraptor! esclusivamente per l'Italia. Oltre al CD originale è presente un EP di nove tracce, tra le quali è presente una nuova versione di Man of Simple Pleasures realizzata con J-Ax.
1. Man of Simple Pleasures (feat. J-Ax) – 4:14
2. Where Did All the Love Go? (Live @ O2 Dublin) – 4:26
3. Shoot the Runner (Live @ O2 Dublin) – 3:59
4. Velociraptor! (Live from Leicester) – 3:19
5. Re-Wired (Live from Leicester) – 4:36
6. Switchblade Smiles (Live from Leicester) – 4:53
7. Julie & the Mothman – 5:38
8. Pistols at Dawn – 5:17
9. Narcotic Farm – 3:05

## Formazione
Kasabian
- Tom Meighan – voce
- Sergio Pizzorno – voce, chitarra solista, basso, tastiera, sintetizzatore, arrangiamenti orchestrali
- Chris Edwards – basso
- Ian Matthews – batteria, percussioni

Altri musicisti
- Jay Mehler – chitarra aggiuntiva
- Ben Kealey – tastiera aggiuntiva
- Tim Carter – chitarra aggiuntiva, percussioni
- Dan Ralph Martin – chitarra aggiuntiva e percussioni in La Fee Verte e Man of Simple Pleasures
- Gary Alesbrook – tromba
- Mat Coleman – trombone
- Andrew Kinsman – sassofono
- Jessica Dannheisser – arrangiamenti orchestrali
- Andy Brown – direzione strumenti ad arco
- London Metropolitan Orchestra – strumenti ad arco

Produzione
- Dan the Automator – produzione, missaggio
- Sergio Pizzorno – produzione, missaggio
- Stephen McLaughlin – co-produzione orchestrazioni
- Marc Senesac – missaggio
- Tim Carter – ingegneria
- Joe Kearns – ingegneria
- Howie Weinberg – mastering
- Aitor Throup – direzione artistica, design
- Neil Bedford – fotografia

## Utilizzo dei brani
- La Fée Verte era originariamente chiamata The Green Fairy ed è stata inclusa nella colonna sonora del film del 2010 London Boulevard con questo nome. La versione nel film è leggermente differente da quella dell'album.
- Days Are Forgotten è stata utilizzata in numerosi spot e come colonna sonora di WWE TLC: Tables, Ladders & Chairs 2011.
- Switchblade Smiles è stata inserita nella colonna sonora del videogioco FIFA 12.
- Acid Turkish Bath (Shelter from the Storm) è stata inserita nella colonna sonora del film del 2011 Killer Elite.
- Pistols at Dawn, traccia bonus nella Limited Edition dell'album, è stata inserita nella colonna sonora ufficiale del film The Avengers.

## Classifiche

### Classifiche settimanali
| Classifica (2011)      | Posizione massima |
| ---------------------- | ----------------- |
| Australia              | 8                 |
| Austria                | 17                |
| Belgio (Fiandre)       | 16                |
| Belgio (Vallonia)      | 11                |
| Danimarca              | 17                |
| Finlandia              | 32                |
| Francia                | 14                |
| Germania               | 22                |
| Giappone               | 10                |
| Irlanda                | 2                 |
| Italia                 | 11                |
| Messico                | 88                |
| Nuova Zelanda          | 21                |
| Paesi Bassi            | 37                |
| Polonia                | 13                |
| Regno Unito            | 1                 |
| Regno Unito (download) | 1                 |
| Scozia                 | 1                 |
| Spagna                 | 31                |
| Svizzera               | 10                |

### Classifiche di fine anno
| Classifica (2011)          | Posizione |
| -------------------------- | --------- |
| Regno Unito                | 37        |
| Regno Unito (rock & metal) | 7         |
| Classifica (2012)          | Posizione |
| Italia                     | 66        |
| Regno Unito                | 98        |